# Hermann von Ramberg

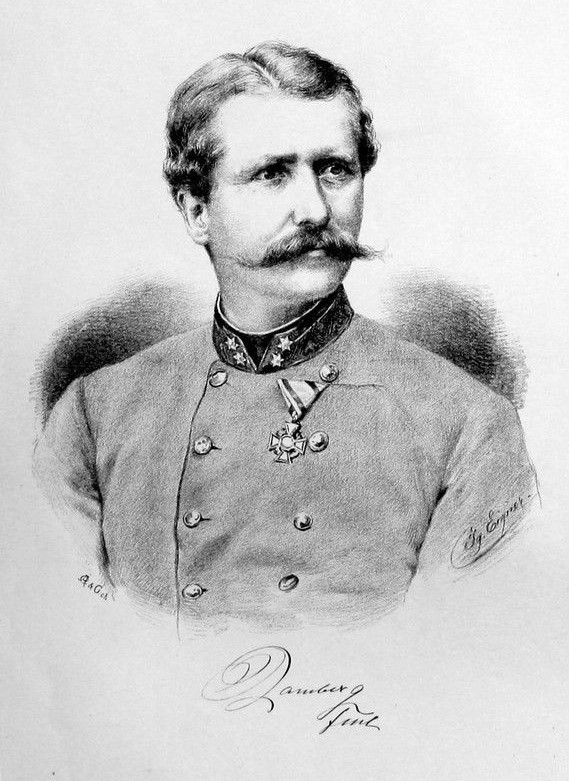
Hermann von Ramberg

Hermann Friedrich Ramberg, seit 1849 Freiherr von Ramberg (* 24. November 1820 in Wien; † 26. Dezember 1899 in Graz) war ein k.u.k. österreichischer General der Kavallerie.

## Leben

### Herkunft
Hermann war der Sohn des k.u.k. Feldmarschallleutnants Georg Heinrich von Ramberg. Sein Vater wurde am 25. Juli 1849 mit Diplom vom 22. Januar 1850 in Wien durch Kaiser Franz Joseph I. in den erblichen österreichischen Freiherrnstand erhoben. Er hatte zwei Brüder: den Kunstmaler und Zeichner Arthur von Ramberg (1819–1875) sowie den General der Kavallerie Viktor von Ramberg (1828–1909). Sein Großonkel war der hannoversche Kunstmaler und Zeichner Johann Heinrich Ramberg (1763–1840), sein Neffe war der Marinemaler August von Ramberg (1866–1947).

### Militärkarriere
Seine Schulbildung erhielt Ramberg, zusammen mit seinem Bruder, durch Hauslehrer. Nachdem er als „Externer“ in Wien die Matura erhalten hatte, begann er an der Universität Prag Rechtswissenschaften zu studieren. Ohne Abschluss verließ er 1841 die Universität und trat als Kadett in die k.u.k. Kavallerie ein. 1847 war Ramberg Rittmeister und nahm als solcher in einem Kürassierregiment an den Kriegen 1848–49 teil. 1849 war er in Ungarn Ordonnanzoffizier beim russischen General Fjodor Panutine. Neun Jahre später übernahm er als Oberstleutnant das 1. Kürassier-Regiment. 1866 avancierte er zum Oberst und nahm als Führer der Braunschweig-Kürassiere Nr. 7 am Krieg gegen Preußen teil.
Zwei Jahre später wurde Ramberg als Generalmajor und Brigadekommandeur nach Fünfkirchen versetzt. 1874 erfolgte seine Ernennung zum Militärkommandanten von Preßburg und er befehligte dort als Feldmarschallleutnant und Kommandeur die 14. Division der k.u.k. Armee. Mit Wirkung vom 21. August 1878 berief ihn der Kaiser persönlich zum Kommandeur des 5. Armeekorps, das in Bosnien eingesetzt war. Nachdem Österreich 1881 seine Besatzung aufgegeben hatte, wurde Ramberg als Kommandierender General nach Agram versetzt.

### Familie
Ramberg hatte sich am 12. Mai 1866 in Wien mit Marie Gräfin von Breda (* 1846) verheiratet. Aus der Ehe gingen die Töchter Elsa (* 1867) und die Söhne Egon (* 1869) und Arthur (* 1875) hervor.

## Auszeichnungen
- Großkreuz des ö.-k. Leopold-Ordens
- Orden der Eisernen Krone I. Klasse
- Großkreuz des Russischen Ordens der Heiligen Anna
- Sankt-Stanislaus-Orden
- Albrechts-Orden